# Klaus Listemann
Klaus Listemann (* 6. Juni 1940 in Höngeda, Unstrut-Hainich-Kreis) ist ein ehemaliger General der Nationalen Volksarmee der Deutschen Demokratischen Republik.
Er war von 1985 bis 1987 Kommandeur der 7. Panzerdivision (NVA) der Deutschen Demokratischen Republik und 1990 letzter Chef Ausbildung der NVA. Bis zu seiner Entlassung 1990 hatte er den Dienstgrad eines Generalmajors.

## Leben

### Herkunft und Ausbildung
Klaus Listemann wurde am 6. Juni 1940 im thüringischen Höngeda geboren und ist in einfachen Verhältnissen aufgewachsen; die verwitwete Mutter war Landarbeiterin. Dort absolvierte er die Grundschule mit dem Abschluss der 8. Klasse, erlernte von 1954 bis 1956 den Beruf eines Strickers  in Mühlhausen/Thüringen und war danach als Facharbeiter tätig.
Nach seinem freiwilligen Eintritt in die Nationale Volksarmee am 10. Dezember 1957 durchlief er zunächst die militärische Grundausbildung in der 4. Mot.-Schützendivision (NVA) (4. MSD) als Soldat im Mot.-Schützenregiment MSR-22 – am Standort Mühlhausen.
Im Jahr 1958 absolvierte Listemann die Heranbildung zum Unteroffizier (10 Monate als Unteroffiziersschüler) im Lehrbataillon-4 der 4. MSD und diente anschließend bis 1960 als Gruppenführer im Mot.-Schützenregiment MSR-22. Dort entschloss sich Listemann die Offizierslaufbahn einzuschlagen.
Ab 4. Januar 1960 absolvierte er als Offiziersschüler die Infanterieschule  Plauen, die er, nach einem Jahreslehrgang für aktive Unteroffiziere, am 28. November 1960 mit der Ernennung zum ersten Offiziersdienstgrad Unterleutnant abschloss.

### Berufliche Laufbahn
Im Dezember 1960 zunächst kurzzeitig in Erfurt untergebracht, begann Listemann im Januar 1961 seinen Dienst an der neu eingerichteten Offiziersschule II für mot.- Schützenkommandeure in Frankenberg in der ersten Offiziersdienststellung als Zugführer. 1961 trat er in die SED ein. Berufsbegleitend erwarb er in den Folgejahren den Schulabschluss der 10. und 12. Klasse. Mit der Zusammenlegung der verschiedenen Offiziersschulen 1963 wechselte er an die Offiziershochschule der Landstreitkräfte „Ernst Thälmann“ in Löbau als Zugführer/Fachlehrer und wurde ab 1968 als Kompaniechef/Hauptfachlehrer eingesetzt.
Ab Herbst 1972 absolvierte Klaus Listemann als Offiziershörer das dreijährige Direktstudium für Truppenkommandeure der operativ-taktischen Führungsebene an der Militärakademie „Friedrich Engels“ (MAFE) in Dresden, das er als Diplom-Militärwissenschaftler (Dipl.-Mil.) 1975 abschloss.
Nach Studienabschluss wurde Listemann wieder in der 4. MSD eingesetzt: ab 1975 als Kommandeur eines Mot.-Schützenbataillons im Mot.-Schützenregiment MSR-23 „Anton Saefkow“ in Sondershausen, danach von 1976 bis 1978 als Stellvertreter des Kommandeurs für Ausbildung (StKA/MSR) im Mot.-Schützenregiment 24 „John Schehr“ in Erfurt. 
1978 wurde Listemann in die 7. Panzerdivision (7. PD) der NVA versetzt und übernahm als Kommandeur das Mot.-Schützenregiment MSR-7 „Max Roscher“ in Marienberg. Dieser Dienststellung schloss sich von 1979 bis 1982 die Funktion als Stellvertreter des Kommandeurs für Ausbildung der 7. Panzerdivision (StKA/7. PD) an – Standort des Stabes in Dresden.
Von 1982 bis 1984 erhielt Listemann mit dem Studium an der Militärakademie des Generalstabes der Streitkräfte der UdSSR in Moskau eine operativ-strategische Kommandeursausbildung, die er im Sommer 1984 mit dem Diplom abschloss.
Nach einjährigem Einsatz als Stellvertreter des Kommandeurs und Stabschef der 7. Panzerdivision (StKSC/7. PD) wurde Klaus Listemann am 1. Juli 1985 als Kommandeur der 7. Panzerdivision eingesetzt und blieb bis zum 30. September 1987 in dieser Dienststellung.
Mit der Versetzung nach Neubrandenburg wurde Klaus Listemann 1987 Stellvertreter des Chefs und Chef Ausbildung des Militärbezirks V (STCCA/MB V). Er wurde  am  7. Oktober 1987 in Berlin zum Generalmajor ernannt.
Als es nach dem März 1990 zu einem politischen Führungswechsel und Umbruch in der Armeeführung kam, wurde Klaus Listemann ab dem 18. April 1990 mit der Funktion Chef Ausbildung der NVA im Ministerium für Abrüstung und Verteidigung der DDR betraut. Er sollte nicht, wie die meisten Generale der NVA, bereits zum 30. September 1990 entlassen werden. Doch mit Verlesen des Befehls Nr. 43/90 des Ministers für Abrüstung und Verteidigung am 28. September durch den Staatssekretär wurde seine Entlassung aus der NVA zum 2. Oktober 1990 verkündet und er erhielt die Entlassungsurkunde.
Listemann arbeitete danach kurzzeitig im Vertrieb eines Autohandels, bevor er ab 1991 im Büromanagement einer Steuerberatungskanzlei bis zum Erreichen des Rentenalters tätig war.

## Auszeichnungen
- Kampforden „Für Verdienste um Volk und Vaterland“ der DDR in Bronze[1]